# Necremnoides
Necremnoides is een geslacht van vliesvleugeligen uit de familie Eulophidae. De wetenschappelijke naam van dit geslacht is voor het eerst geldig gepubliceerd in 1913 door Girault.

## Soorten
Het geslacht Necremnoides omvat de volgende soorten:
- Necremnoides fulvipropodeum Girault, 1915
- Necremnoides harithodaris Narendran, 2005
- Necremnoides tricarinatus Girault, 1913